# Glaciar do Trient

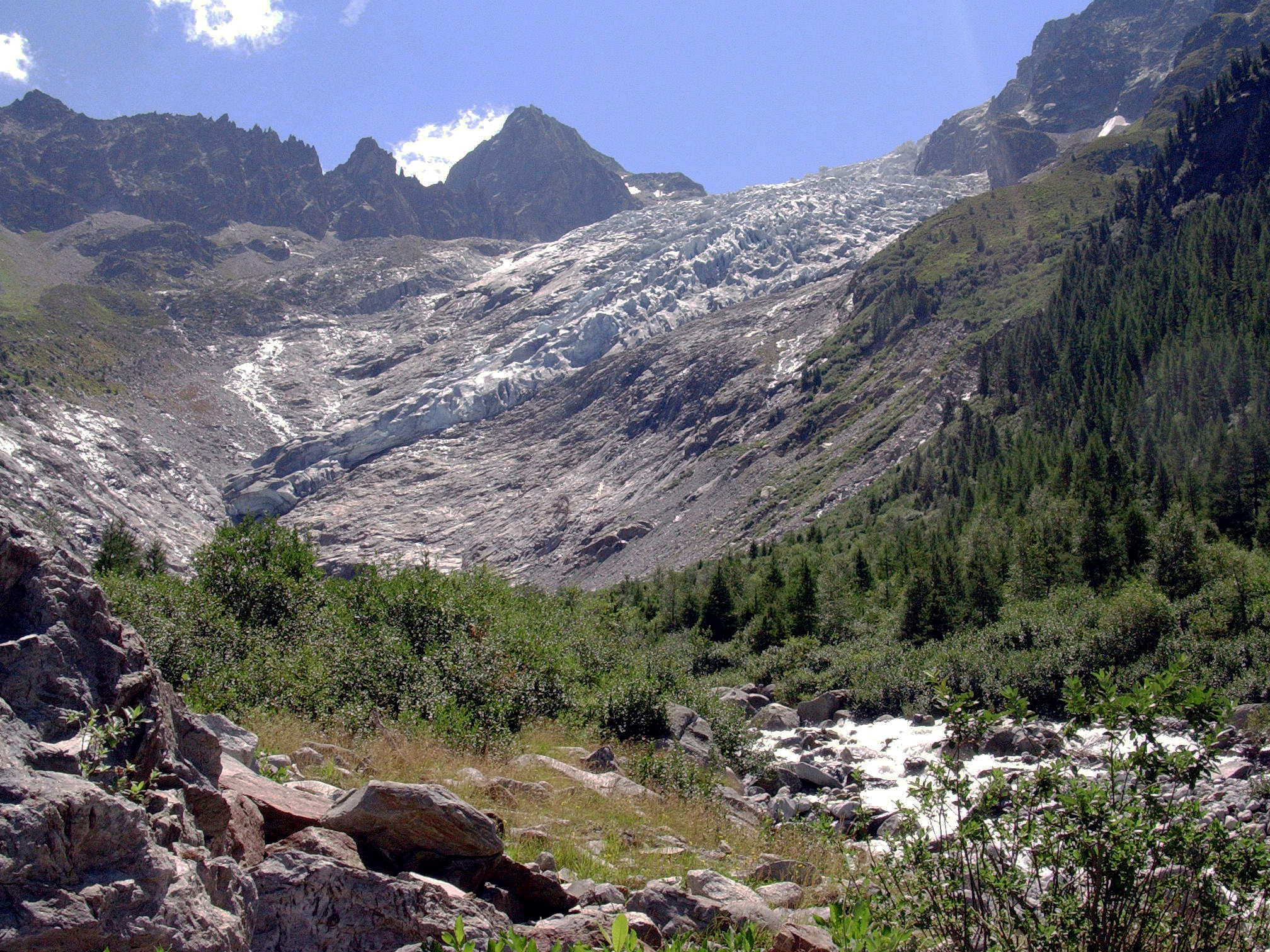
Língua final do Trient

O glaciar do Trient (em francês:  Glacier du Trient) é um glaciar do maciço do Monte Branco, que se encontra no cantão do Valais, na Suíça.
O glaciar, que tem o nome de uma localidade no fundo do vale, encontra-se próximo da fronteira com a França, a sul de Martigny, tem 5 km de comprimento e uma área de 6 km2. Nasce a 3 000 m no circo glaciar alimentado pela neve acumulada nos altos cumes a oeste com a Agulha do Tour, a 3 540 m, a sul pelas Agulhas Douradas, a 3 519 m, e a leste pela Ponta de Omy.
Na parte baixa do planalto do Trient a glaciar mede 600m de largura e enfia-se num vale estreito e muito inclinado, cerca de 50% antes que a língua terminal que se encontra a 1 800 m dê origem à ribeira Trient.